# Avrohom Pinter
Avrohom Pinter, también conocido como Abraham Pinter, Avraham Pinter o Avram Pinter (1949 - 13 de abril de 2020) fue un rabino y una figura destacada en la comunidad Haredi en Stamford Hill, Londres.

## Biografía
Pinter, un hijo del rabino Shmuel Pinter, nació en Stamford Hill en 1949.
Fue un rabino y un político del gobierno local, que se desempeñó como concejal laborista en el Consejo municipal de Hackney (barrio de Northfield, elegido en 1982 y 1986). También representó los intereses de Haredi en el Foro Judío de Londres. En 2014 fue clasificado por el Jewish Chronicle como n.º 32 en su lista de influyentes judíos británicos. Fue el director de la Escuela de Niñas Yesodey Hatorah Senior, un papel en el que recibió elogios y críticas.

## Muerte
Murió de COVID-19 el 13 de abril de 2020.